# Пеґонисько-Весь
Пеґонисько-Весь (пол. Piegonisko-Wieś) — село в Польщі, у гміні Бжезіни Каліського повіту Великопольського воєводства.
Населення — 144 особи (2011).
У 1975-1998 роках село належало до Каліського воєводства.

## Демографія
Демографічна структура станом на 31 березня 2011 року:
|          | Загалом | Допрацездатний вік | Працездатний вік | Постпрацездатний вік |
| -------- | ------- | ------------------ | ---------------- | -------------------- |
| Чоловіки | 63      | 7                  | 51               | 5                    |
| Жінки    | 81      | 18                 | 46               | 17                   |
| Разом    | 144     | 25                 | 97               | 22                   |